# 薩盧達鎮區 (印地安納州傑佛遜縣)
薩盧達鎮區（英語：Saluda Township）是位於美國印地安納州傑佛遜縣的一個行政鎮區。

## 地方資料
根據2010年美國人口普查的數據，薩盧達鎮區的面積為97.60平方千米，當中陸地面積為96.70平方千米，而水域面積為0.90平方千米。當地共有人口1470人，而人口密度為每平方千米15.06人。